# Евстафьев, Михаил Александрович
Михаи́л Алекса́ндрович Евста́фьев (род. 12 января 1963, Москва) — российский художник, фотограф, русский писатель
.

## Биография
Начал заниматься живописью и фотографией в раннем возрасте. Его мать, бабушка и прадед — скульпторы; они оказали влияние на его творчество, а отец — Евстафьев, Александр Петрович — журналист и дипломат, привил интерес к журналистике и фотографии. Окончил журфак МГУ и работал корреспондентом ТАСС. Добровольцем ушел служить в Афганистан, где с 1987 по 1989 год служил старшим лейтенантом. Автор романа «В двух шагах от рая», рассказывающего о войне в Афганистане. Он также освещал войны и вооружённые конфликты в Боснии, Грузии, Нагорном Карабахе, Приднестровье, Таджикистане и Чечне.
Работы Михаила Евстафьева были представлены на выставках в Европе, Китае, России и Соединённых Штатах. Его картины и фотографии находятся в коллекциях Московского дома фотографии, в галерее «Лейка» и в частных коллекциях в Австрии, Великобритании, России, США и Франции. Его работы публиковались в журналах и газетах мира и в различных книгах. С 2003 года работает пресс-секретарём ОБСЕ.

## Галерея

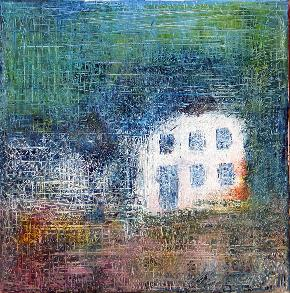
«Дом в деревне» — картина Михаила Евстафьева
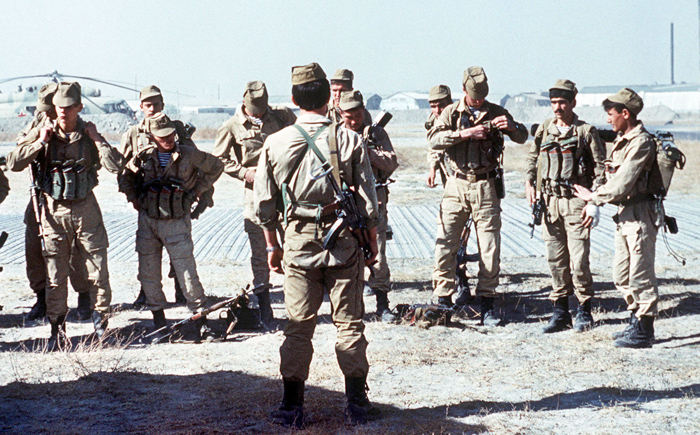
Подразделение специального назначения ГРУ перед выходом на задание, ОКСВА, Афганистан, 1988 г.
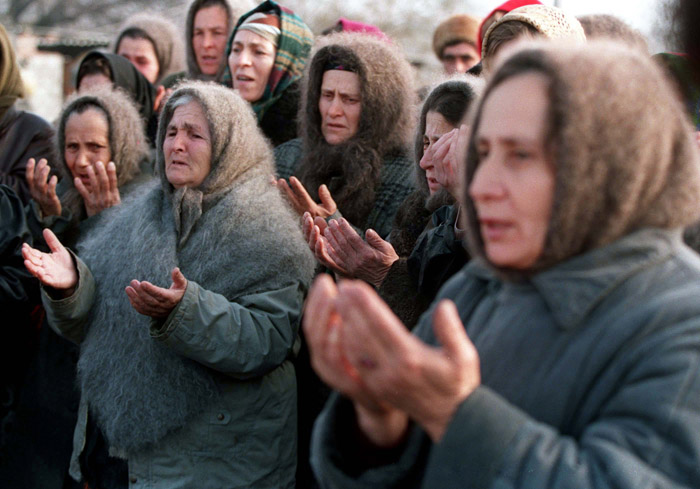
Чеченки молятся, прося не наступать на Грозный, 1994 г.